# Macropeza albitarsis
Macropeza albitarsis är en tvåvingeart som beskrevs av Johann Wilhelm Meigen 1818. Macropeza albitarsis ingår i släktet Macropeza och familjen svidknott. Inga underarter finns listade i Catalogue of Life.